# Bleek vingermos
Bleek vingermos (Physcia dubia) is een korstmos uit de familie Physciaceae. Het groeit op steen en op de bomen.

## Determinatie
Uiterlijke kenmerken
Bleek vingermos is een bladvormig korstmos waarvan het thallus een diameter bereikt van 2-4 cm. Het bevat protocoïdale algen. Het heeft lobben in rozetten die fijn verdeeld tot iets opgericht zijn. Het bovenoppervlak van het thallus is witachtig of grijsachtig van kleur. Het thallus plakt aan de grond of steekt uit aan de uiteinden. De rozetten kunnen tot kleine matten samengroeien. Met 2 mm zijn de lobben smal en deze vloeien niet samen. De onderkant van het thallus is witachtig of vleeskleurig. Apotheciën zijn zeer zelden aanwezig. Indien aanwezig zijn ze zwart met een grijze rand. Sorediën zijn altijd aanwezig. 
Het heeft de volgende kenmerkende kleurreacties: K+ (geel).
Microscopische kenmerken
In één ascus zitten acht 2-cellige bruine ascosporen met verdikte wanden. Ze zijn 16-24 (-28) × 6-10 µm groot. Pycnidiën zijn zeldzaam, cilindrische conidiosporen zijn 4-6 × 1 µm.

## Verspreiding
In Nederland komt het vrij algemeen voor. Het is niet bedreigd en staat niet op de rode lijst.